# Arte ramesside
L'arte del periodo ramesside si sviluppa nel Nuovo Regno, tra il 1291 a.C. circa e il 1080 a.C. circa, durante la XIX e la XX dinastia egizia (periodo ramesside o epoca ramesside).

## Architettura

### Architettura funeraria reale

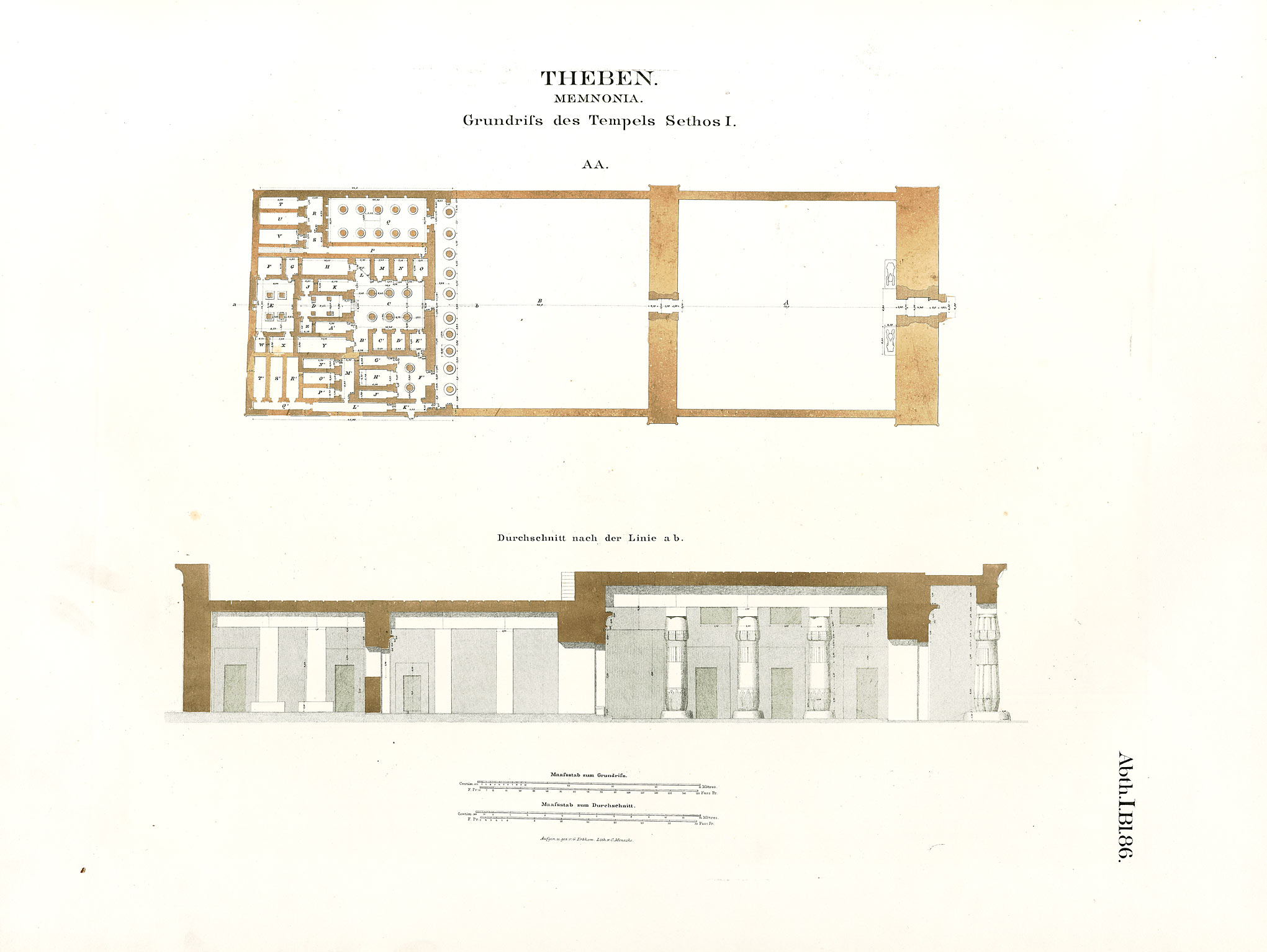
Tempio di Seti I a Qurna

I sovrani del periodo ramesside proseguono la tradizione inaugurata durante il periodo thutmoside di dividere ed erigere il tempio funerario e la sepoltura in due luoghi distinti.
Il primo tempio funerario conosciuto appartiene al secondo faraone della XIX dinastia, Seti I, edificato a nord della necropoli tebana, a Qurna. Il complesso di Seti I dà l'avvio ad una serie di templi funerari che i suoi successori erigeranno verso sud.
Con la XIX dinastia i templi funerari, detti “Templi di Milioni di Anni”, non adempiono solamente al culto del sovrano defunto ma hanno anche il compito di ospitare le barche sacre di Amon, provenienti da Karnak, durante la processione del simulacro del dio nella festa della valle.
Il tempio funerario di Seti I, realizzato in arenaria, si presenta come una vera e propria fortezza, circondato da un alto muro di mattoni e torri quadrangolari.
Dal fiume Nilo partiva una lunga via processionale terminante innanzi al primo pilone. Questo, in mattoni crudi, era in origine stuccato di bianco e presentava decorazioni dipinte, la porta era eseguita in pietra calcarea e l'intradosso in pietra arenaria. Il primo pilone era seguito da un cortile, detto “cortile della festa dell'abbondanza”, ospitante un palazzo rituale. Il primo cortile dava accesso ad un secondo cortile, sul fondo del quale si innalzava la facciata del tempio vero e proprio.
Seti I abbandona l'uso tradizionale delle terrazze porticate prediligendo un semplice colonnato frontale. Sulla facciata del santuario si aprivano tre portali che conducevano a tre distinte zone di culto, affiancate tra loro. A settentrione del tempio si innalzava un complesso dedicato al culto del sole, a sud si trovava un santuario dedicato al culto funerario del sovrano e al padre di questo, Ramses I, mentre a nord vi erano magazzini e stanze per la raccolta delle offerte. Il complesso funerario fu terminato sotto il figlio di Seti I, Ramses II.

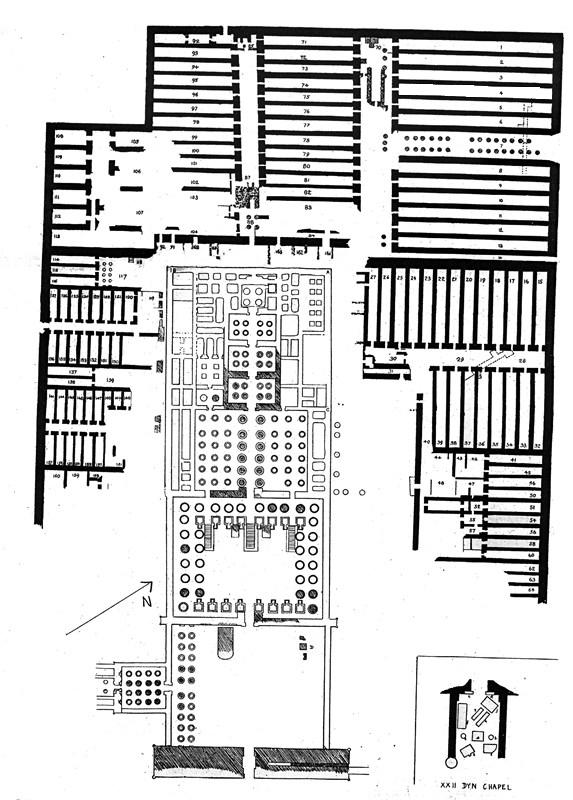
Planimetria del Ramesseum

A sud del complesso di Seti I il figlio Ramses II edifica il proprio santuario, il Ramesseum. Il tempio era strutturato secondo il modello inaugurato da Seti I: primo pilone in pietra, recante i rilievi della battaglia di Qadeš; primo cortile, ospitante il palazzo rituale; secondo cortile; santuario tripartiro; ampi magazzini. Dal Ramesseum proviene il busto in granito conservato al British Museum di Londra.
Il figlio di Ramses II, Merneptah, edifica accanto al complesso del padre il proprio “Tempio di Milioni di Anni”, riutilizzando materiale proveniente dal vicino tempio di Amenhotep III. Il santuario, di cui rimangono scarse testimonianze, fu utilizzato nel XIX secolo come cava di pietra per la realizzazione di calce e salnitro.
L'ultimo complesso edificato presso la necropoli tebana è quello appartenente al faraone Ramses III a Medinet Habu.
I sovrani della XIX e della XX dinastia fanno eseguire le loro sepolture nella Valle dei Re e nella Valle delle Regine.
I faraoni Ramses I, Seti I e Ramses II mantengono l'uso, inaugurato da Horemheb, dell'asse dei corridoi spostati; da Merneptah e per tutta la XX dinastia la planimetria si semplifica e si predilige un unico asse rettilineo.
La tomba più conosciuta, con l'apparato decorativo e pittorico meglio conservato, della Valle delle Regine è quella di Nefertari, moglie del faraone Ramses II.

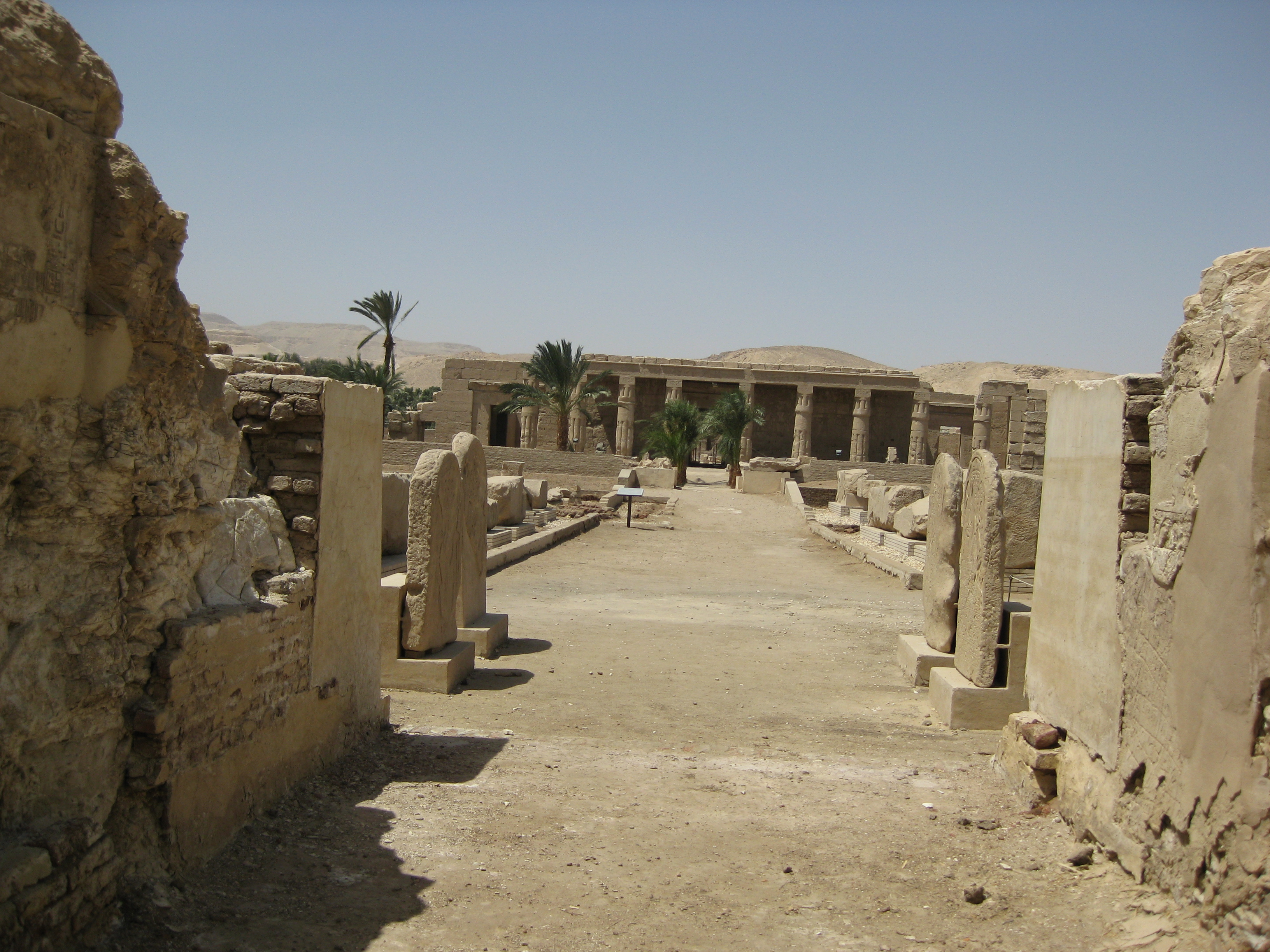
Tempio di Seti I a Qurna
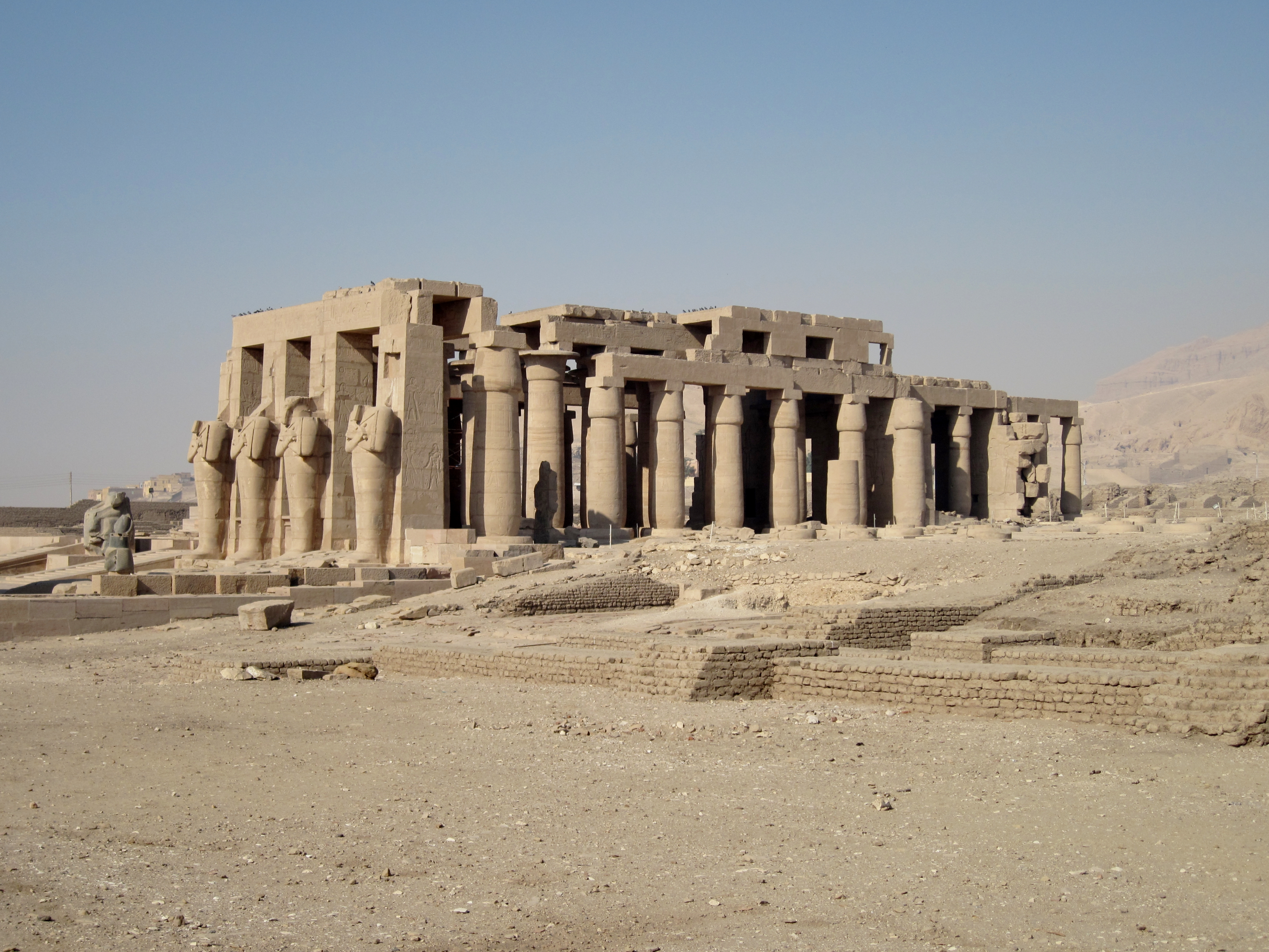
Ramesseum
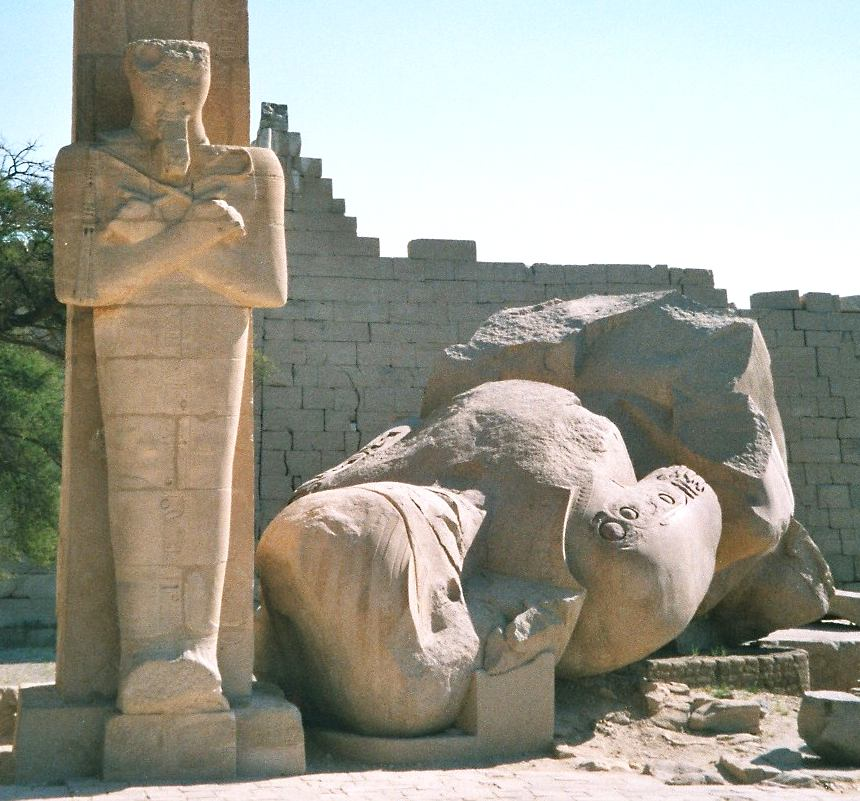
Ramesseum
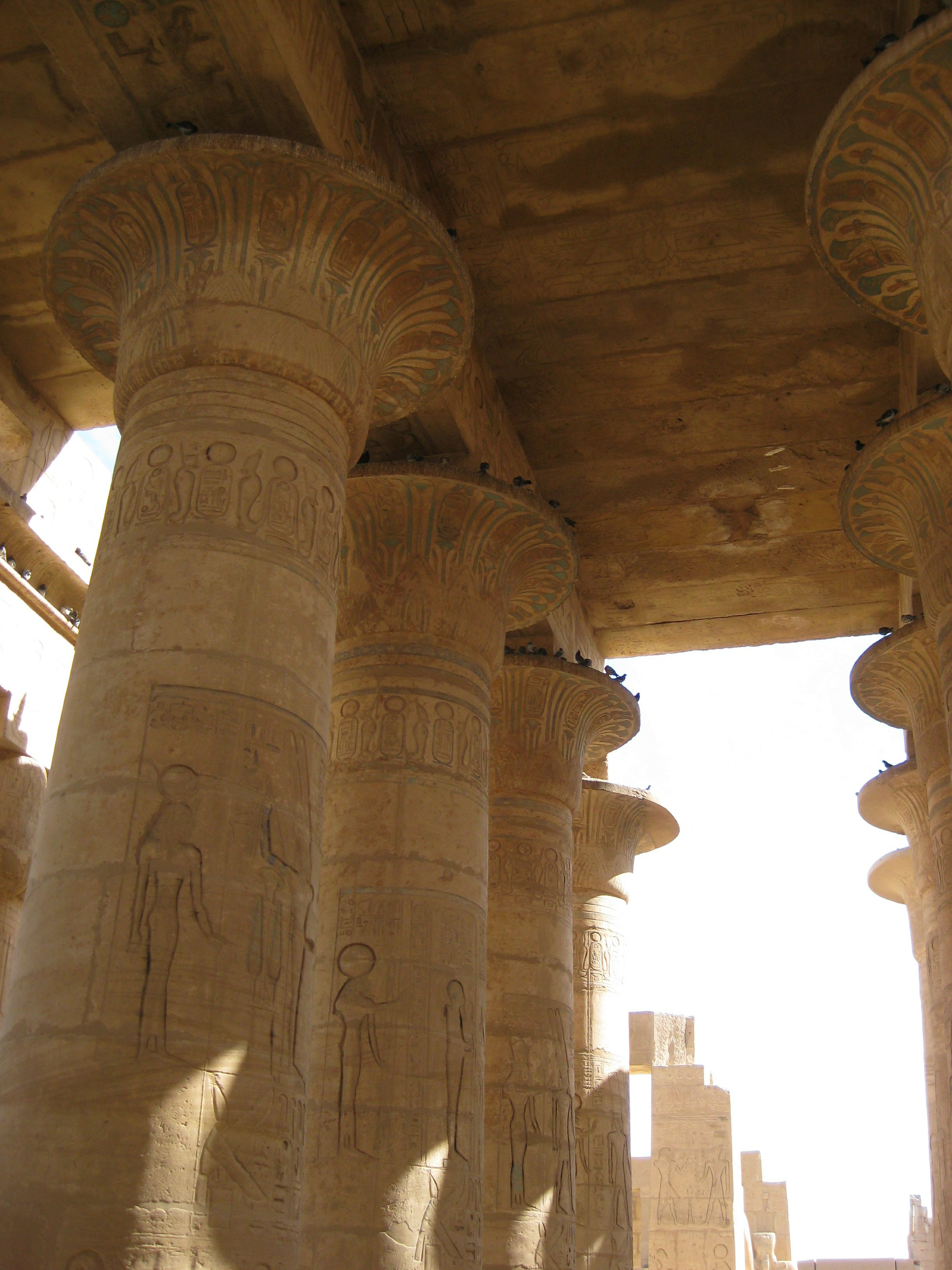
Ramesseum
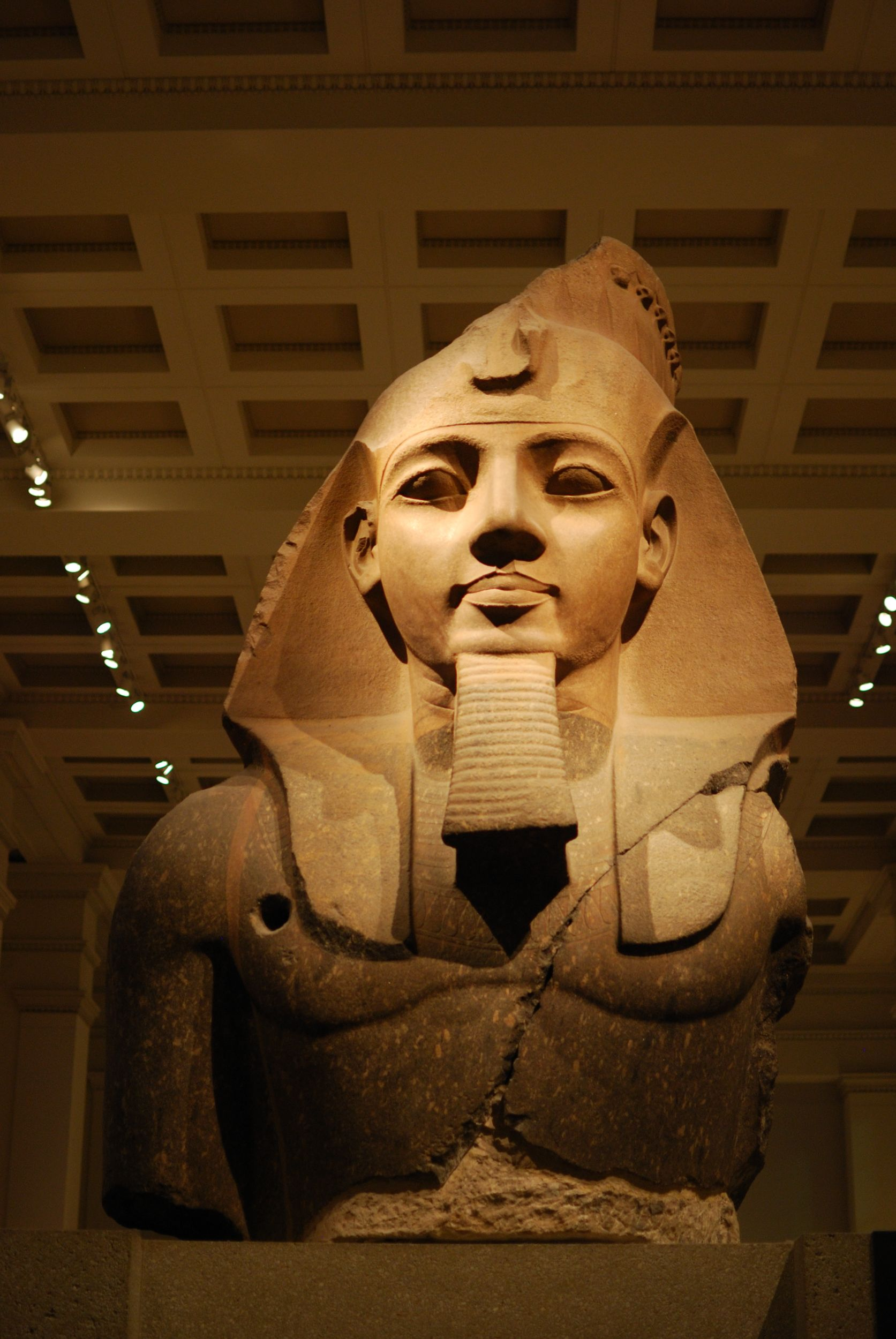
Busto colossale proveniente dal Ramesseum, soprannominato "Giovane Memnone", Londra, British Museum
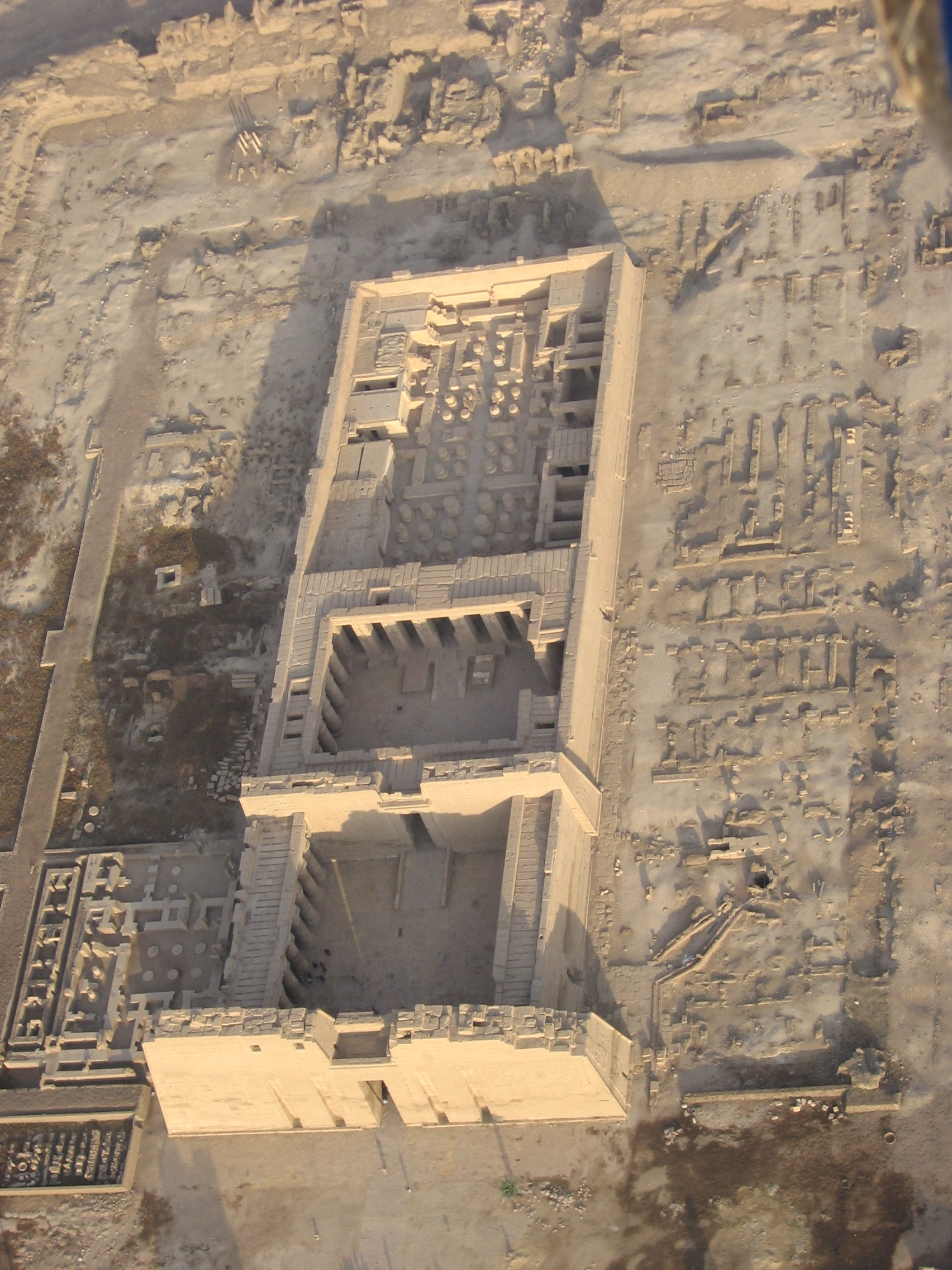
Medinet Habu
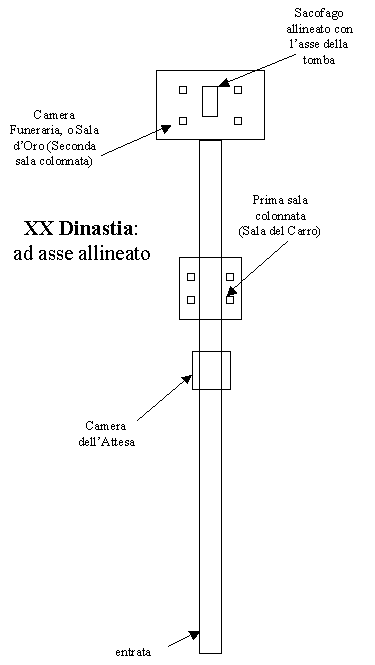
Schema di tomba reale con asse lineare

### Architettura funeraria privata
I siti di sepoltura dei privati durante il periodo ramesside sono principalmente Qurna, con sepolture della XVIII e XIX dinastia, e Deir el-Medina (villaggio dei costruttori di tombe della Valle dei Re), con sepolture quasi esclusivamente della XIX e XX dinastia.

### Architettura religiosa

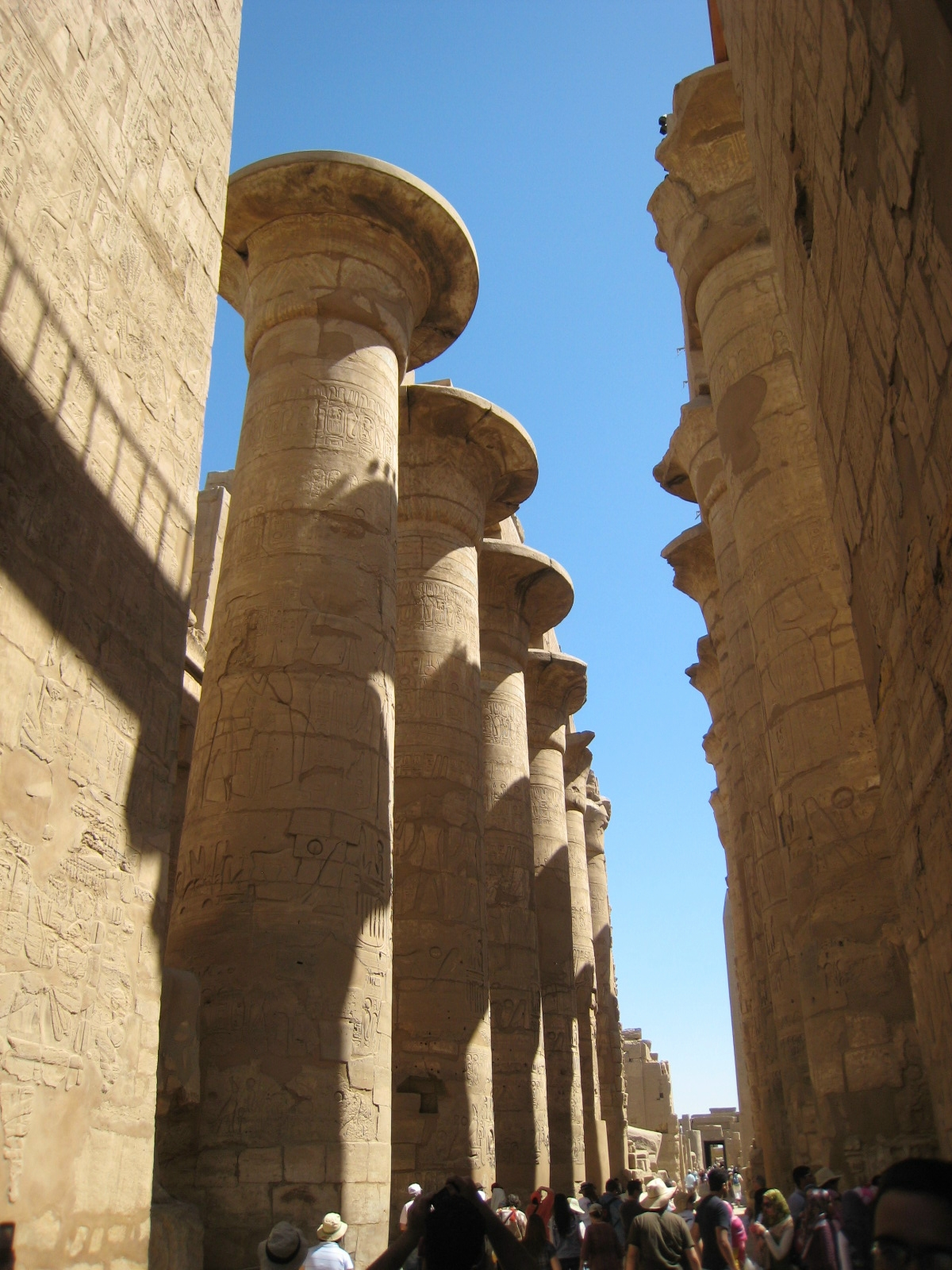
Grande sala ipostila a Karnak

Le testimonianze architettoniche in ambito religioso del periodo ramesside sono innumerevoli, soprattutto grazie alla vastissima campagna edilizia promossa sotto il lungo regno di Ramses II. Egli edifica, restaura e si appropria di edifici eretti in epoche precedenti in tutti i luoghi del regno, dal Delta fino in Nubia, spingendosi anche in Siria.
I complessi religiosi con maggiore attività edilizia sono complesso templare di Karnak dedicato ad Amon-Ra e il tempio di Luxor a Tebe.
Seti I progetta e inizia i lavori, terminati dal figlio Ramses II, della Grande sala ipostila di Karnak, posta tra il II e il III pilone.
Nell'area orientale del complesso di Karnak, Seti I e Ramses II erigono un nuovo tempio dedicato a Ra-Harakthy, divinità del sole nascente (da questo santuario proviene la statua di Ramses II conservata a Torino).
Sempre a Karnak, Ramses II rinnova il cortile sud-est innanzi al settimo pilone, sul quale fa incidere il trattato di pace con gli Ittiti, dopo la battaglia di Qadeš. Su questo stesso pilone il figlio Merenptah riporterà l'iscrizione sulla vittoria sui Popoli del Mare e sui Libici.

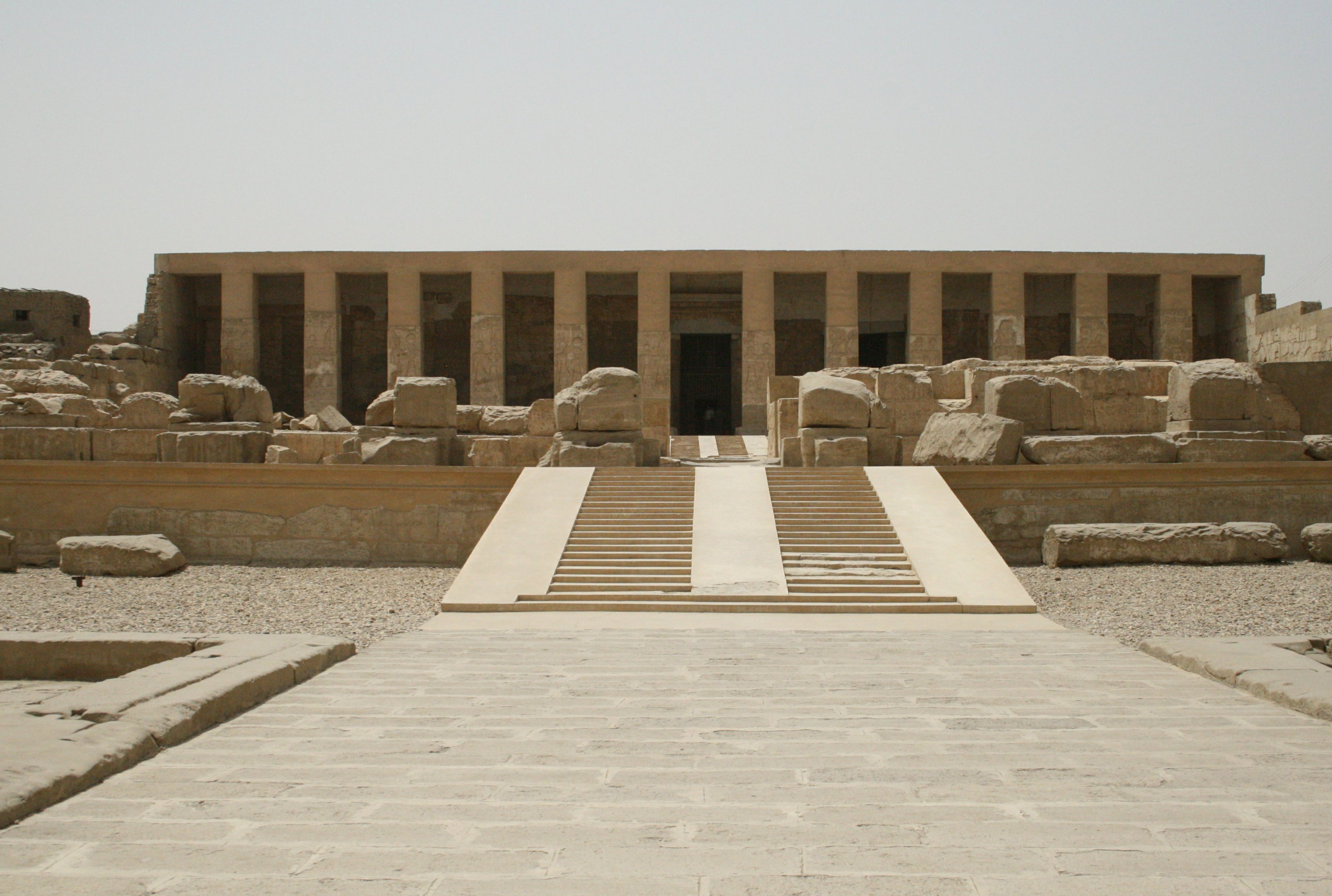
Facciata del santuario di Abido di Seti I

A Luxor il sovrano Seti I inaugura una serie di restauri su costruzioni precedenti, mentre Ramses II edifica un ampio cortile e un alto pilone(oggi ingresso al santuario) innanzi al colonnato realizzato da Amenhotep III.

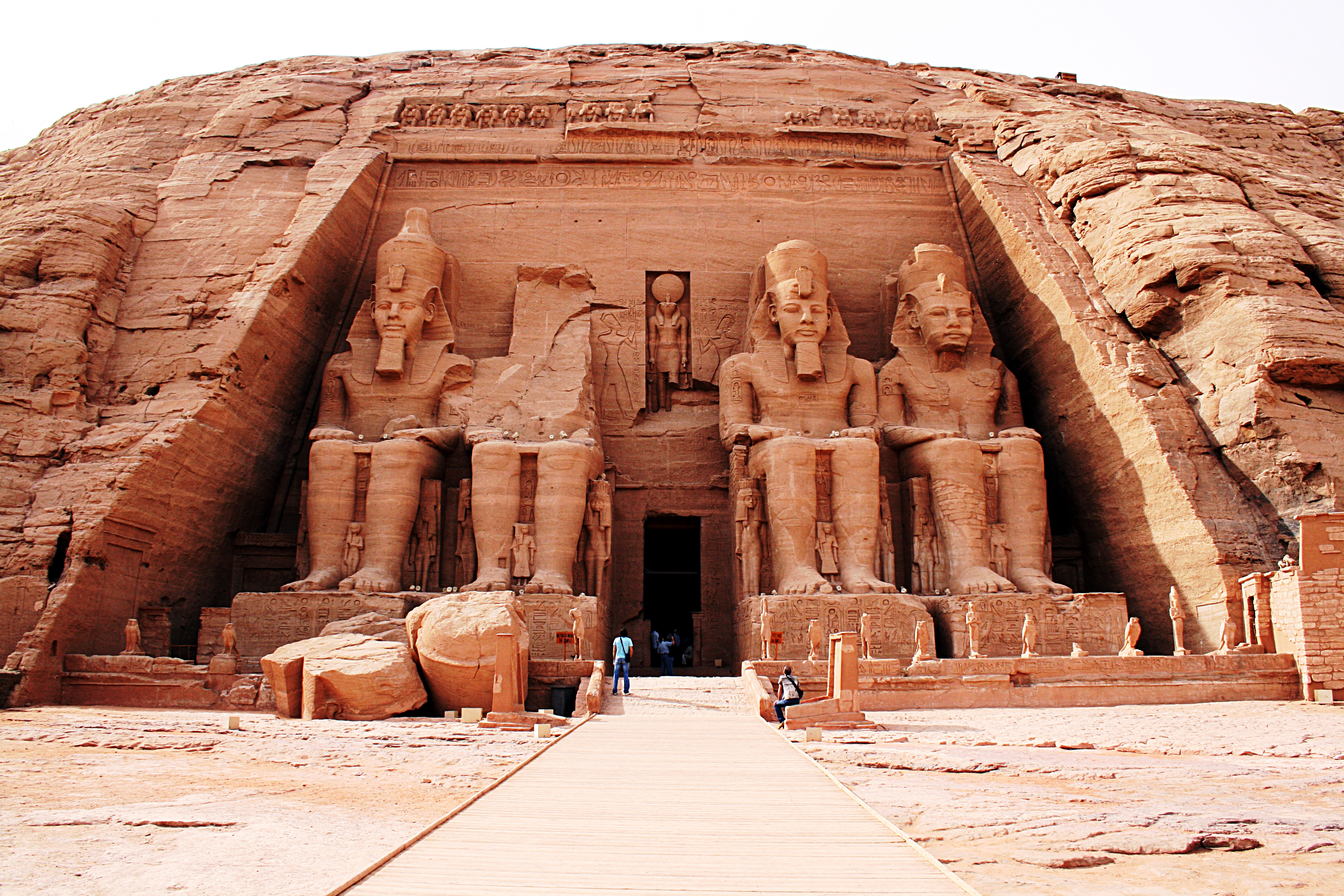
Abu Simbel, Grande Tempio

A Menfi Ramses II erige un tempio dedicato alla dea Hator e restaura e amplia, con la costruzione di un grande pilone, il tempio di Ptah. A est del recinto di quest'ultimo Ramses II e Merenptah edificano un nuovo complesso, oggi in rovina, tra cui un nuovo tempio dedicato a Ptah e un palazzo reale.
A Eliopoli i ramessidi edificano numerosi templi, oggi quasi completamente perduti, dedicati a Ra, Atum e Hator.
Ad Abido il sovrano Seti I edifica, accanto all'antico tempio di Osiride, un nuovo e maestoso complesso cultuale dedicato a tutte le grandi divinità e a tutti i sovrani d'Egitto.
Il santuario, in ottimo stato di conservazione, rappresenta l'apice dell'abilità e della raffinatezza raggiunta dagli artisti del Nuovo Regno e ci permette di far luce sulla complessa ideologia religiosa egizia e sui numerosi riti che la compongono.
Il complesso era unito al Nilo da un canale e da una via processionale terminante innanzi al primo pilone. Questo immetteva in un primo cortile chiuso sul fondo da un secondo pilone che a sua volta permetteva l'accesso ad un secondo cortile. Su questo spazio aperto si innalzava, in posizione sopraelevata, la facciata del tempio con sette portali aperti su sette corridoi paralleli che conducevano a sette celle, ospitanti ognuna un altare dedicato ad una divinità diversa: Horus, Iside, Osiride, Amon, Ra-Harakthy, Ptah, Seti I divinizzato. Sulla parete di fondo di ognuna cella vi era scolpita una falsa porta che idealmente conduceva al cenotafio, sotterraneo, di Osiride. Solo la cella di Osiride presentava una vera apertura conducente ad un complesso retrostante dedicato al culto della triade di Abido: Osiride, Iside, Horus.
All'interno del santuario è incisa la lista reale, dalla I dinastia a Seti I.
Anche Ramses II edifica un tempio ad Abido, nelle vicinanze di quello del predecessore, e lo dedica al culto delle divinità di Tebe, di Abido, di Eliopoli e a Upuaut e al padre Seti I.
Durante il periodo ramesside si erigono alcuni templi in Nubia, per lo più rupestri, lungo le vie che conducevano alle miniere d'oro e presso i pozzi. I santuari conosciuti sono: il tempio di Wadi Mia di Seti I, la cappella di Hathor edificata da Merneptah presso le cave di el-Babein; il tempio di Beit el-Wali, il tempio di ed-Derr, il santuario di Gerf Hussein (oggi sommerso dalle acque del lago Nasser), Uadi es Sebua e i due templi rupestri di Abu Simbel realizzati per volere di Ramses II.

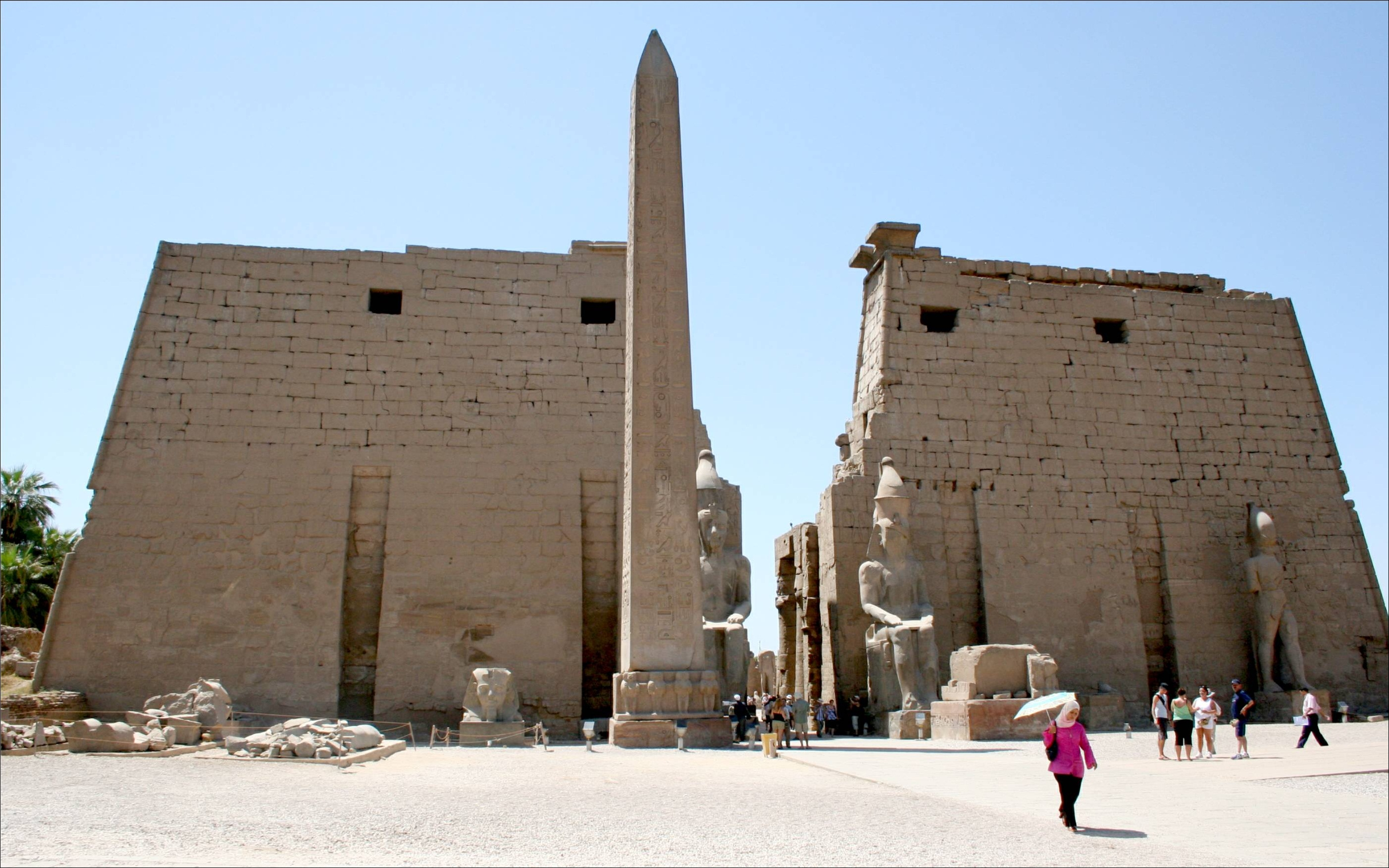
I pilone di Luxor edificato da Ramses II
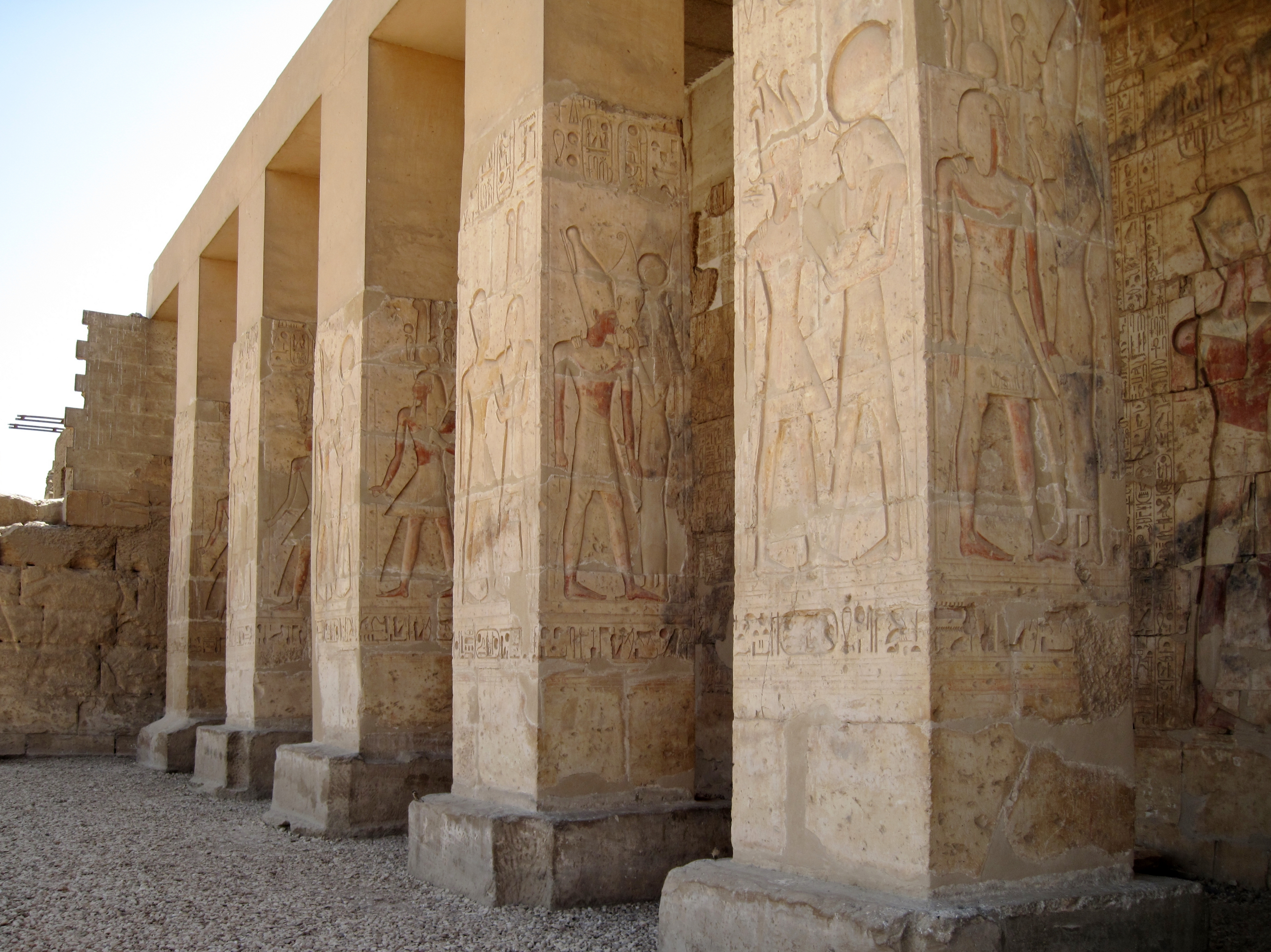
Rilievi del tempio di Abido di Seti I
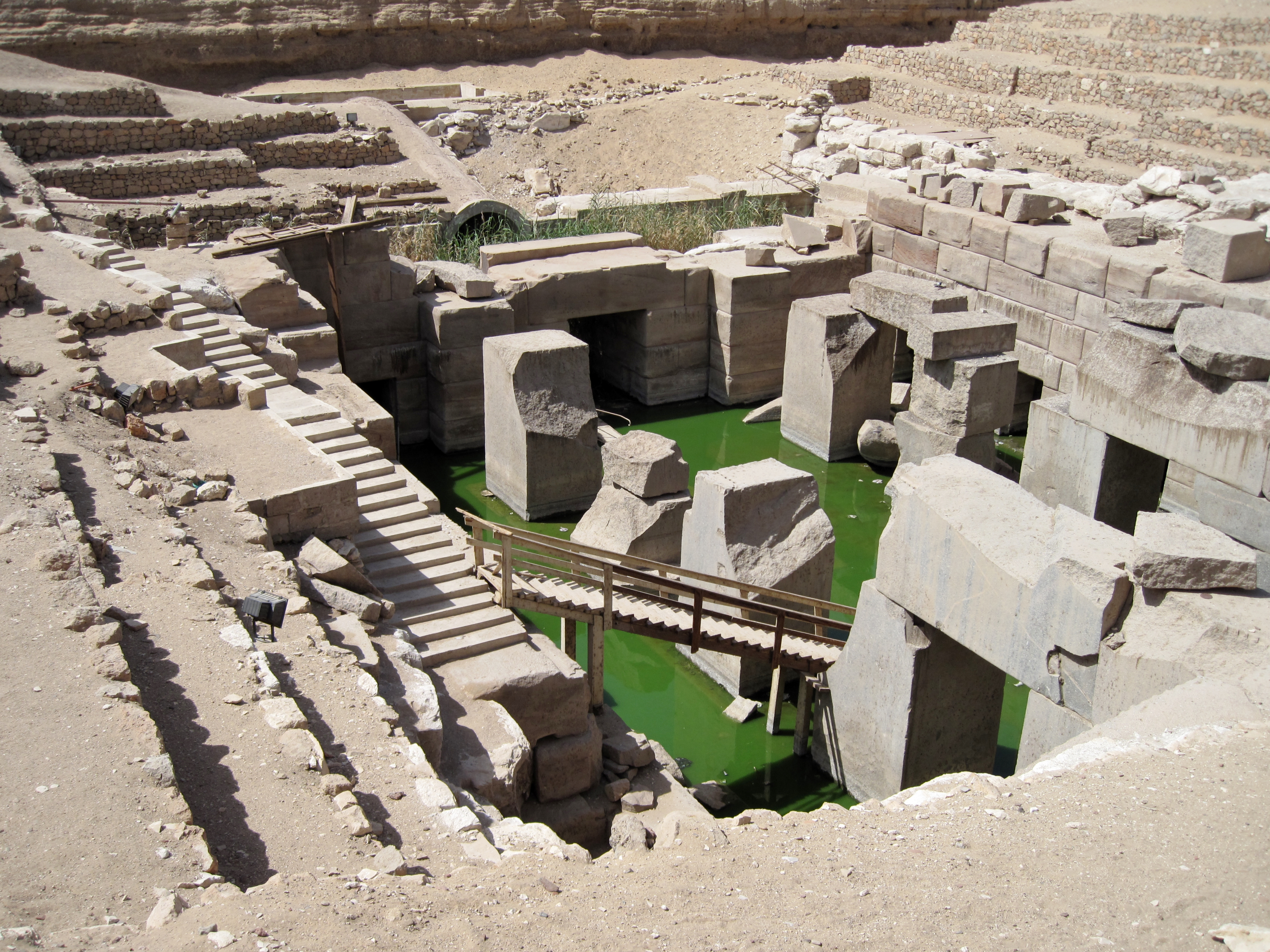
Osireion o cenotafio di Osiride
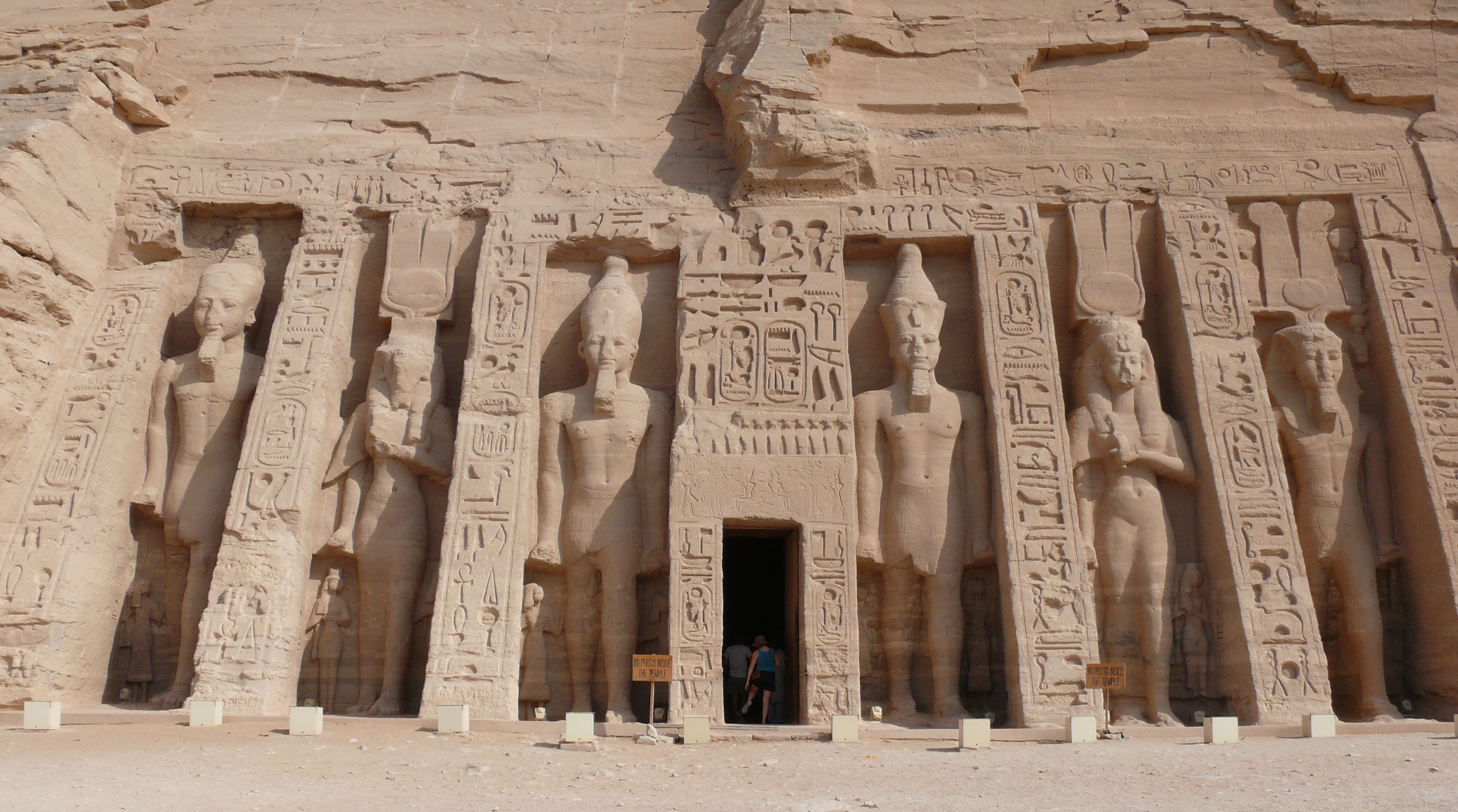
Abu Simbel, Piccolo Tempio

## Urbanistica
I primi sovrani Ramessidi spostarono la capitale dell'Egitto a nord, presso un canale del delta del Nilo, nelle vicinanze di Avaris antica capitale degli Hyksos.
La città fu chiamata Pi-Ramses, ovvero Casa di Ramses.
Fondata da Ramses I e ingrandita da Seti I, giunse all'apice dello sviluppo sotto Ramses II, il quale gli diede l'appellativo di “Vittoriosa”.
La città fu abbandonata dopo Ramses III durante la XX dinastia, con lo spostamento della capitale nella vicina città di Tanis.

## Scultura

### Scultura reale

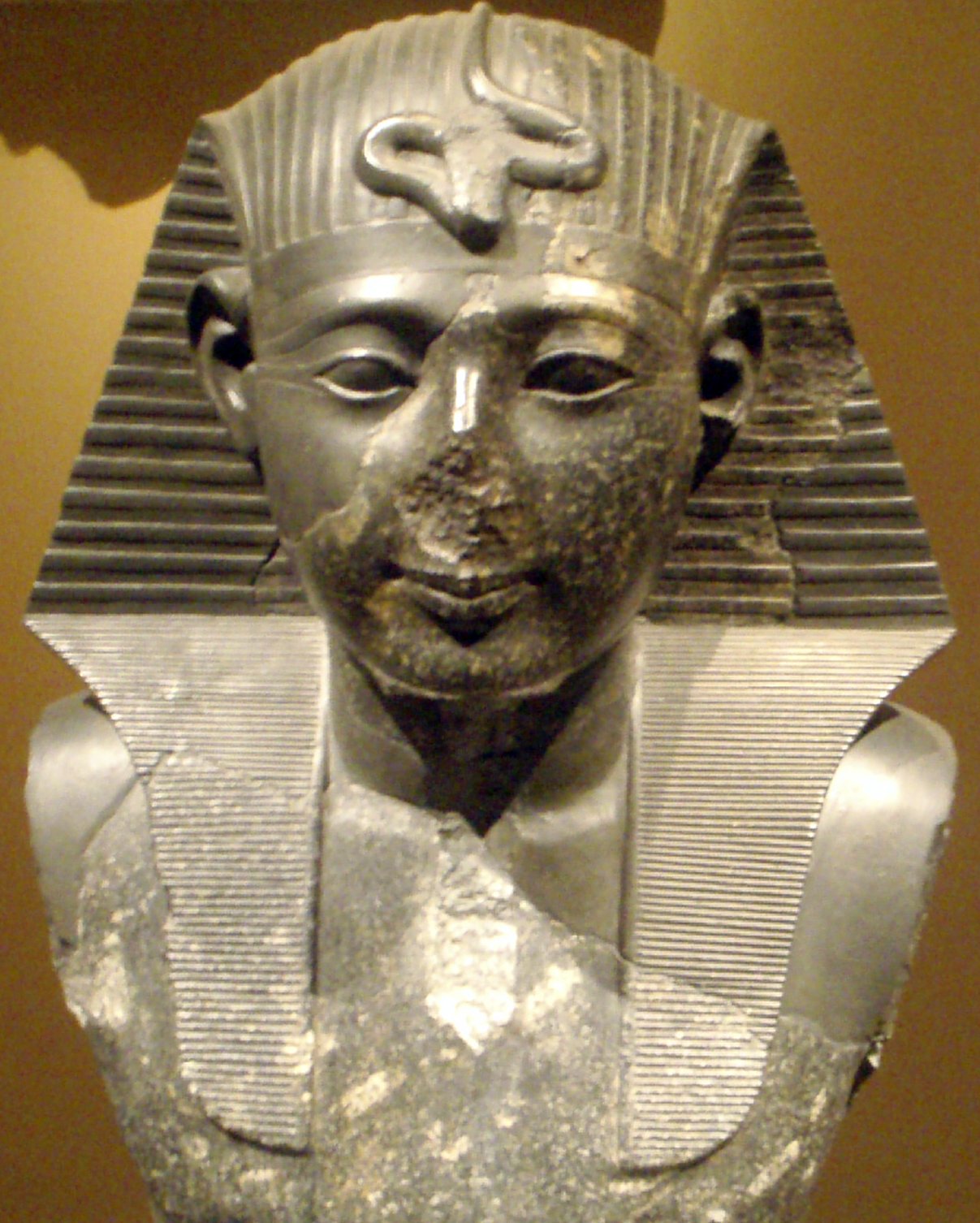
Busto di Seti I

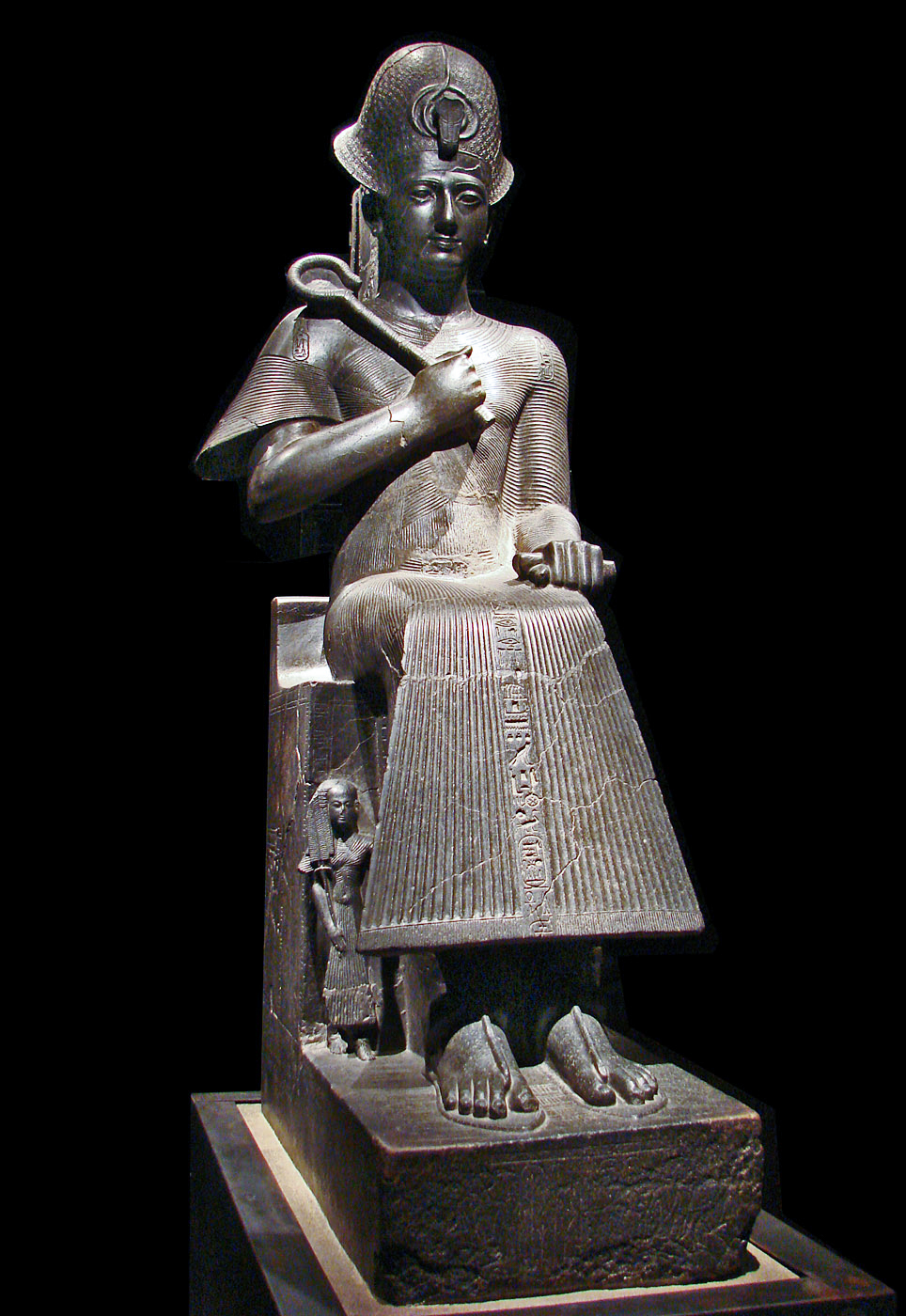
Statua assisa di Ramses II, Torino, Museo Egizio.

Le testimonianze scultoree del periodo ramesside sono molteplici, specialmente quelle appartenenti ai 67 anni di regno del faraone Ramses II.
La statuaria del regno di Seti I, giuntaci in mondo frammentaria, mostra una certa continuità esecutiva e tecnica del periodo finale della XVIII dinastia. Del periodo successivo all'eresia amarniana si conservano alcuni elementi introdotti durante il regno di Horemheb: la plasticità degli occhi, la forma delle labbra e la leggera inclinazione verso il basso del collo, con conseguenti pieghe della pelle. Nello stesso tempo vengono reintrodotti alcuni elementi della scultura thutmoside: sopracciglia arrotondate e linea del belletto intorno all'occhio.
Gli scultori ramessidi, accanto al mantenimento e al riutilizzo di tradizioni precedenti, introducono un elemento innovativo: il sorriso benevolo del sovrano. Questa innovazione sostituisce l'espressione severa e triste del periodo finale della XVIII dinastia, divenendo il simbolo di tutta la scultura del primo periodo ramesside.
Ramses II è il sovrano di cui possediamo la maggior quantità di opere di tutta la storia dell'Egitto.
Durante il suo lungo regno si succedettero numerosi scultori ufficiali e artigiani provenienti da scuole artistiche differenti, i quali ci hanno lasciato una gran quantità di opere eseguite con stili e qualità molto diversi tra loro. La realizzazione scultorea sotto Ramses II varia a tal punto da non permettere una sicura datazione e una certa evoluzione stilistica.
All'inizio del suo regno, durante la coreggenza, il sovrano mantiene lo stile e la perfezione esecutiva introdotta dal padre, come testimoniato da numerose sculture (tra le quali la statua assisa del sovrano conservata a Torino).
La statuaria degli anni successivi appare spesso più tozza e con finiture molto grossolane, i lineamenti vengono eseguiti in modo meno preciso e accurato, il viso diviene più tondo e l'espressione benevola si attenua.
Della vasta produzione scultorea di Ramses II fa parte anche una numerosissima serie di colossi raffiguranti il sovrano assiso o stante. La statuaria di grandi dimensioni perde completamente in naturalezza e perfezione, il corpo si schematizza e diviene più massiccio, questo per permetterne la leggibilità anche da grandi distanze.
Con la fine della XIX dinastia e l'avvento della XX dinastia le opere scultoree perdono qualità e accuratezza nella realizzazione.
Sotto Ramses III l'effigi reali si ispirano a modelli eseguiti per il predecessore Ramses II, ma si discostano per quanto riguarda l'espressione del volto. Ramses III abbandona il sorriso benevolo preferendo maggiore severità dei lineamenti. Il suo successore Ramses IV, invece, si rifarà ai modelli ideati sotto il regno di Thutmosis III.

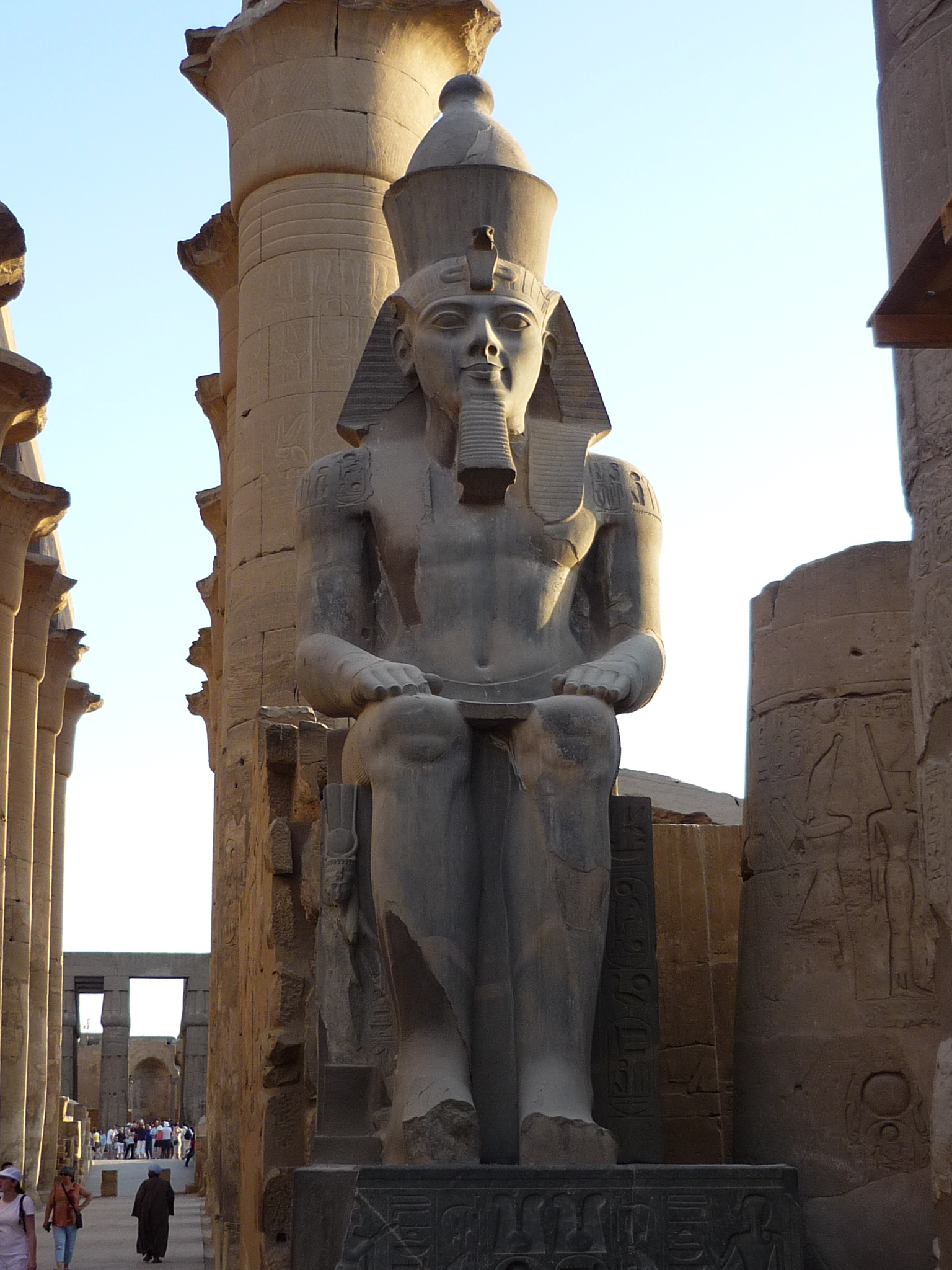
Colosso di Ramses II, Luxor
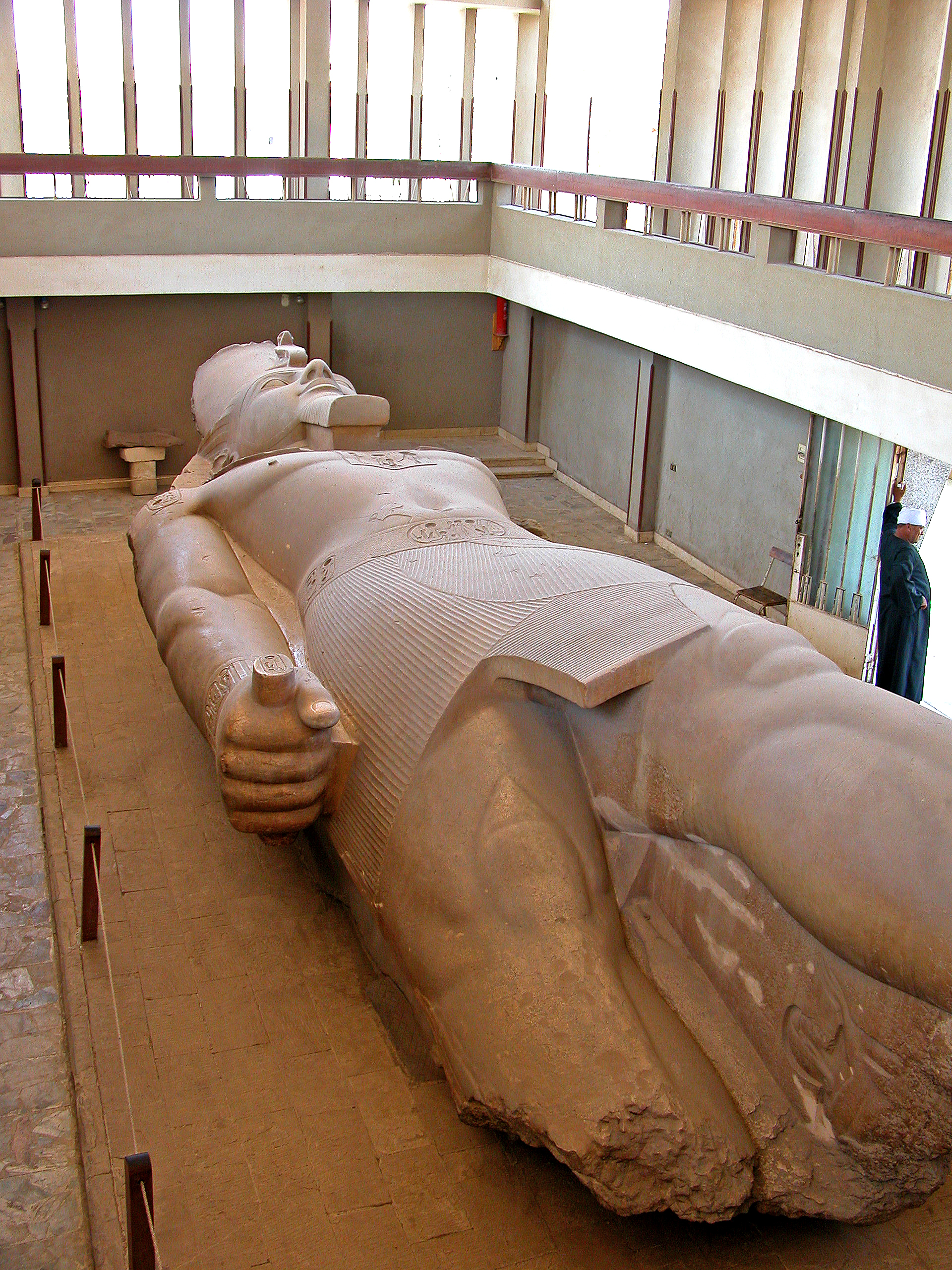
Colosso in granito di Ramses II, Menfi
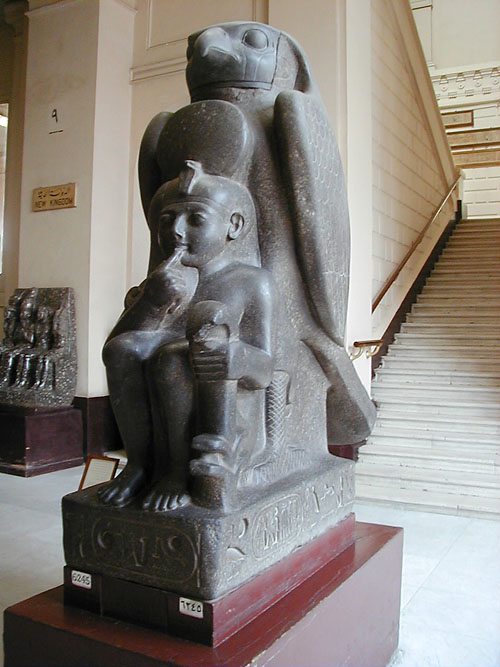
Gruppo scultoreo di Ramses II fanciullo e Horus
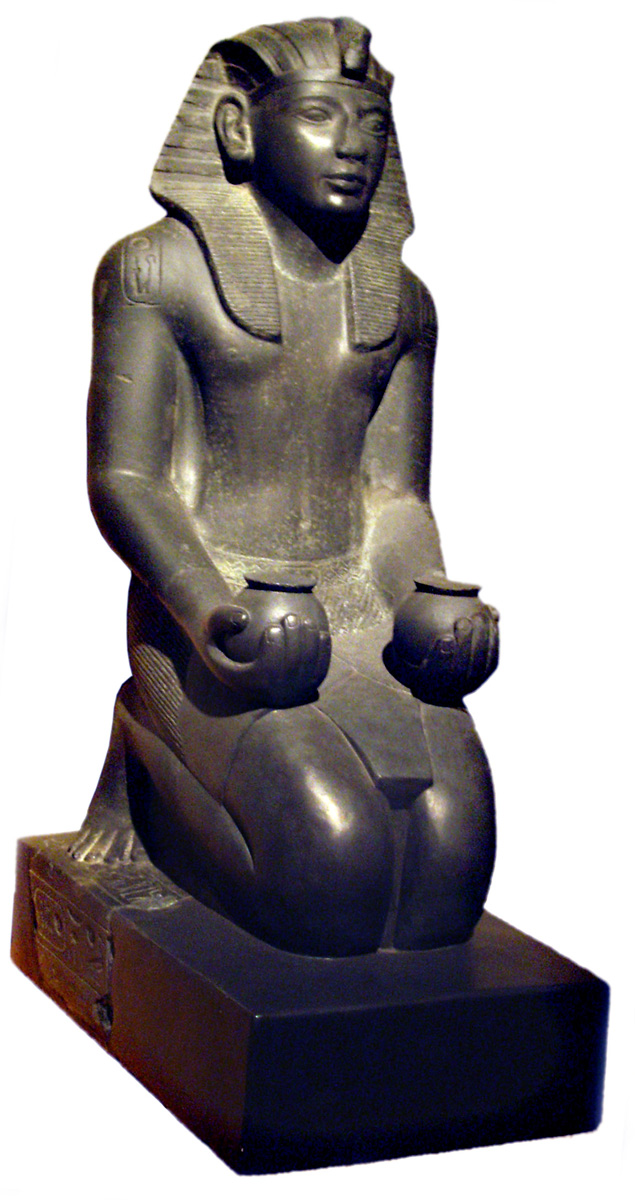
Ramses IV offerente

### Scultura privata
La scultura di ambito privato risalente alla XIX dinastia, pervenutaci per lo più da Tebe e zone limitrofe, appare qualitativamente in declino.
La produzione diminuisce in quantità rispetto alla XVIII dinastia, mostrando anche una riduzione nelle dimensioni.
Per adornare le sepolture si continua la tradizionale produzione di sculture del defunto, della sposa e a volte dei figli.
Eccezioni qualitative si riscontrano nella produzione di alcune opere in calcare o in legno, come la statua di Iuni, intendente e scriba reale sotto Ramses II, che mostra una maggior accuratezza nell'esecuzione delle forme e dei particolari.
La statua-cubo, comparsa nel Medio Regno e ampiamente diffusasi sotto i thutmosidi, riprende slancio produttivo, stilizzandosi fino alla totale astrazione del corpo accovacciato che diviene un semplice cubo di pietra.
Durante la XX dinastia la scultura privata tende a dimensioni ridotte e a una qualità mediocre.
Gli unici esemplari che risaltano per buona qualità stilistica e formale sono due opere rappresentanti il primo profeta di Amon, Ramessenakht, raffigurato come scriba e come offerente inginocchiato.

### Rilievo e pittura

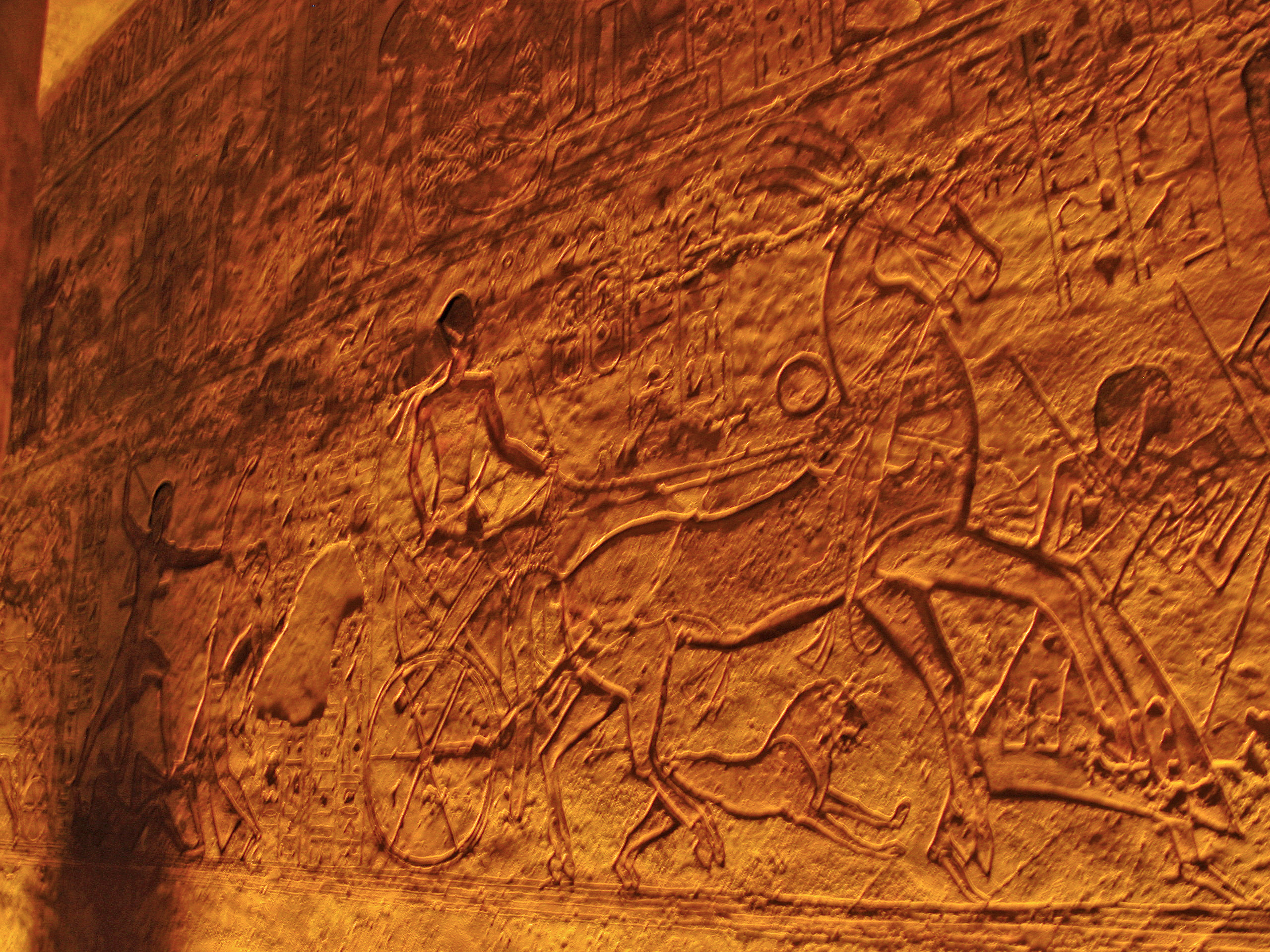
Rilievo raffigurante la battaglia di Qadeš

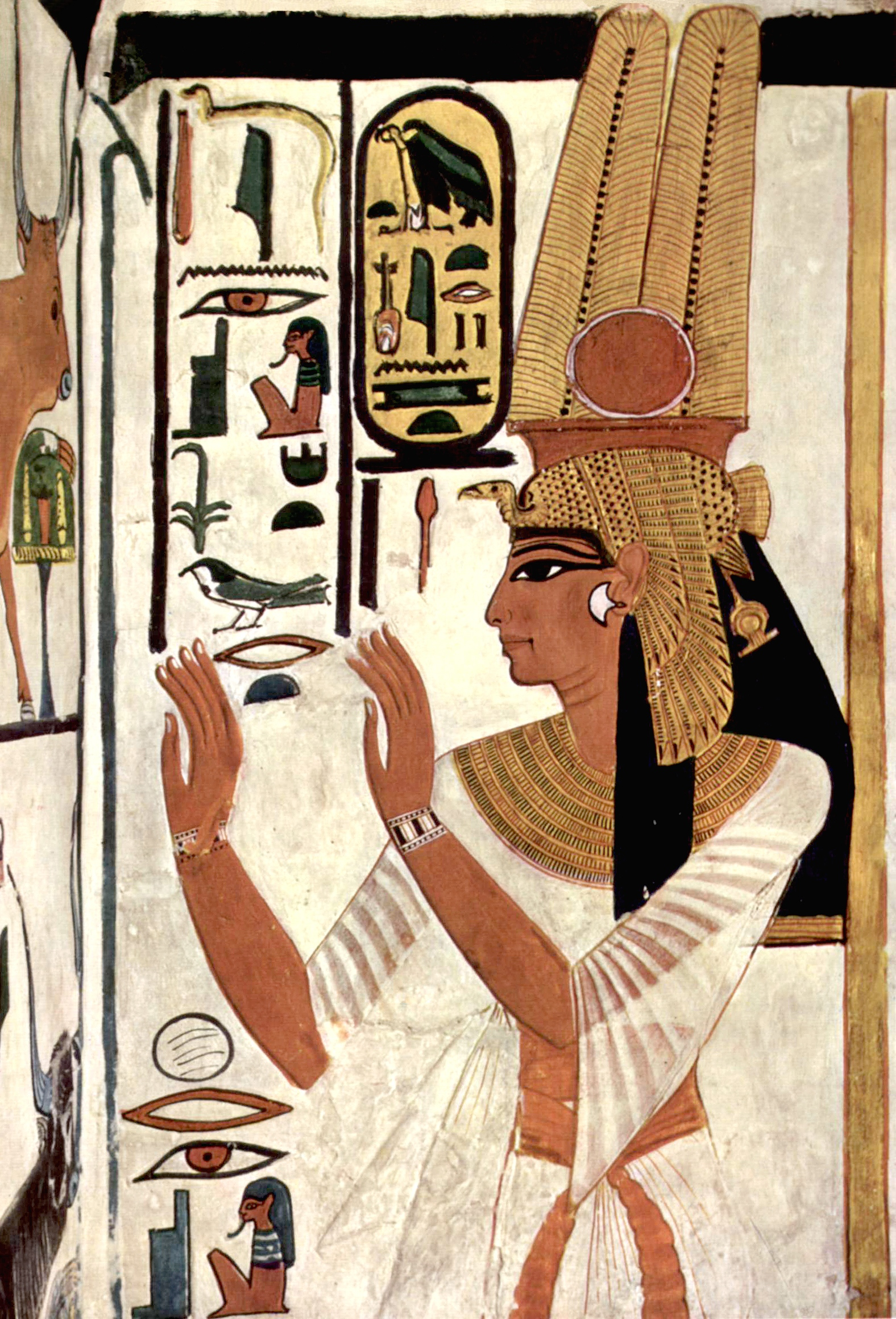
Particolare di un dipinto della tomba di Nefertari, Valle delle Regine

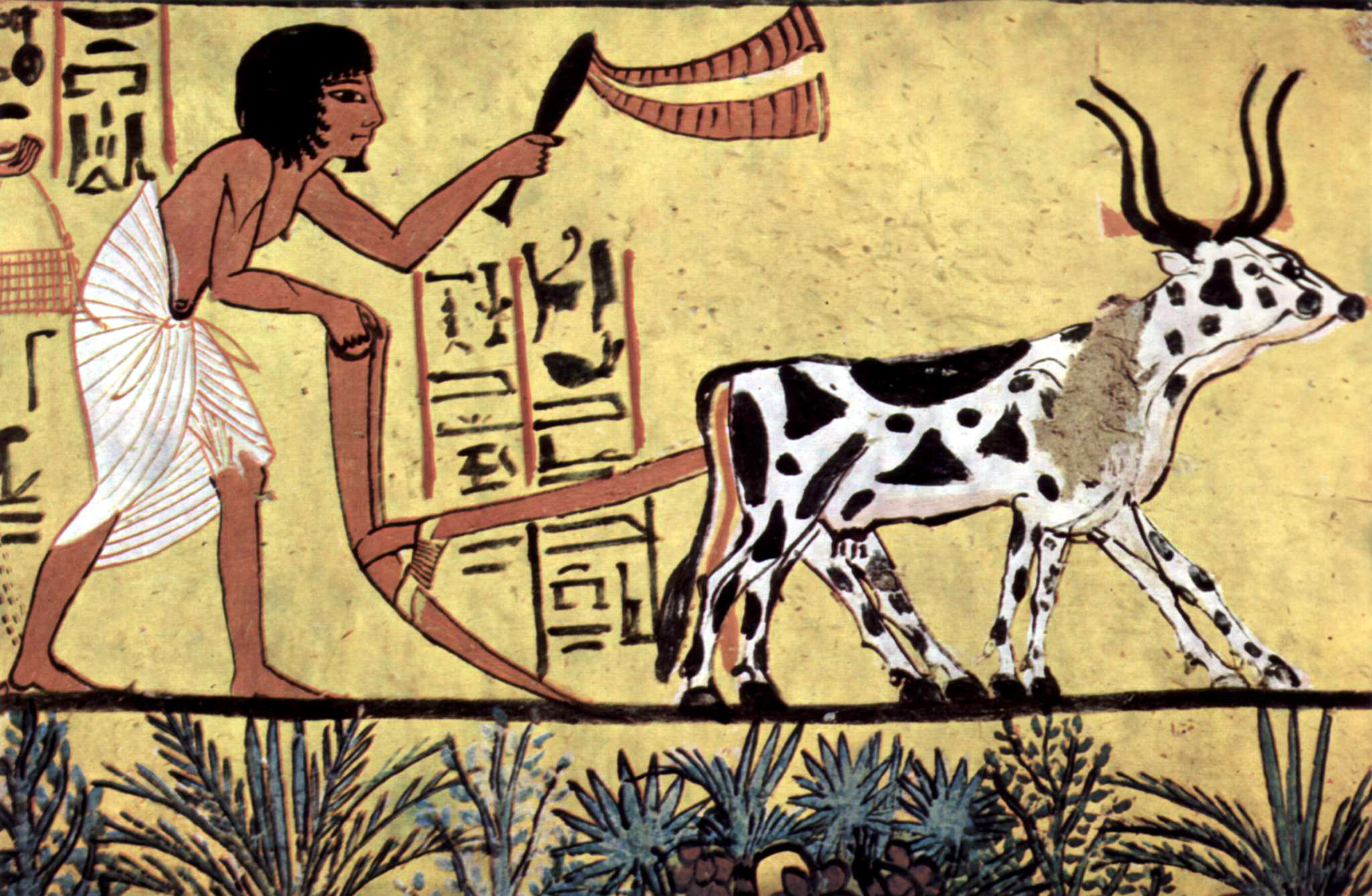
Pittura dalla tomba di Sennedjem

Nel periodo ramesside si tende ad un graduale allontanamento dalle reminiscenze di epoca amarniana. Le scene scolpite sui templi si limitano alla tradizionale raffigurazione di temi cultuali e funerari, abbandonando le rappresentazioni di vita quotidiana tipiche del periodo amarniano.
Con Seti I il rilievo, complici le grandi superfici murarie edificate per i luoghi di culto, si evolve alla gigantografia e sviluppa il tema del sovrano vittorioso contro i nemici.
La vittoria sui nemici dell'Egitto fu un tema di grande rilevanza fin dai primi periodi della storia egizia, con la cacciata degli Hyksos e le spedizioni militari dei thutmosidi, il concetto del sovrano come protettore del proprio popolo e garante di stabilità acquista sempre maggior importanza.
Il primo sovrano ad autocelebrare le sue gesta belliche è Thutmosis III, scolpendo gli Annali sulla facciata del settimo pilone del santuario di Karnak.
Con l'avvento della XIX dinastia e con Seti I il tema delle gesta militari del sovrano si evolvono in un vero e proprio rilievo storico, rappresentante un preciso momento di una precisa battaglia. Gli avvenimenti vengono fissati nel tempo e nello spazio con l'aggiunta di particolari architettonici, rappresentanti una località precisa, paesaggistici e lunghi testi descrittivi.
Le scene si sviluppano su vari registri, seguendo cronologicamente fatti realmente accaduti.
Il successore Ramses II farà larghissimo uso di questa tematica, nella rappresentazione della battaglia di Qadeš contro gli Ittiti, esasperando gli elementi descrittivi a tal punto da rendere poco leggibile e distinguibile lo svolgimento della narrazione, perdendo pertanto anche in drammaticità.
La pittura, come il rilievo, abbandona, soprattutto per quanto riguarda le sepolture reali, le scene di vita quotidiana e si concentra su tematiche religiose e funerarie: offerte alle divinità, riti funebri, viaggio del defunto verso il mondo dei morti, il giudizio dell'anima e formule magiche.
L'epoca ramesside vede l'affermarsi del disegno, eseguito con segni rapidi e precisi. Sempre più frequentemente il disegno prende il sopravvento sul rilievo, specialmente nelle decorazioni delle sepolture degli artigiani di Deir el-Medina o nella tomba della regina Nefertari, dove il fragile supporto roccioso non permetteva l'esecuzione del rilievo (eseguito solo per le scene principali.
Nonostante il ritorno a temi tradizionali, grazie all'uso del disegno, i pittori conferiscono ai personaggi e alle scene naturalezza e grazia. Le pitture della tomba di Nefertari, ciclo pittorico straordinariamente conservato, ci mostrano l'alta qualità tecnica e la maestria raggiunta dagli artigiani nell'esecuzione dei particolari.
Scene di vita quotidiana persistono nelle pitture sepolcrali degli artigiani del villaggio operaio di Deir el-Medina.
Il ciclo pittorico più celebre è quello appartenente alla tomba di Sennedjem, artigiano operante sotto il regno di Seti I e Ramses II.